# Bröllopsbesvär (1996)
Bröllopsbesvär är en brittisk film från 1996.

## Handling
Det är Samanthas bröllopsdag, men hennes mamma ställer till det för henne. Till råga på allt så dyker tre tjuvar upp, sminkösen blir full och chauffören kvävs av ett kex.

## Rollista
- Dennis Waterman - Pete/Kevin
- Julia McKenzie - Audrey
- Lisa Coleman - Christine
- Joanne Engelsman - Samantha
- Joanna Wyatt - Allison
- John Hug - Mark
- Brian Mitchell - Dave/De Alan
- Nick Bayly - Smokes/Alan
- Tim Mills - Paul
- Robert Ashby - Toby
- Victoria Burnham - Tracy
- Peter Mair - Ernest
- Bruce Douglas - Polis
- David Credell - Ellis
- Peter Coles - marskalk
- Robert Moseley - marskalk
- Kester Phelps - marskalk
- Jonathan Sloman - Parrot